# NGC 613
NGC 613 is een spiraalvormig sterrenstelsel in het sterrenbeeld Beeldhouwer. Het hemelobject ligt 64 miljoen lichtjaar van de Aarde verwijderd en werd op 9 december 1798 ontdekt door de Duits-Britse astronoom William Herschel.
Op 20 september 2016 nam de Argentijnse amateursterrenkundige Victor Buso supernova SN 2016gkg waar in NGC 613. Deze waarneming deed hij precies toen de supernova begon.

## Synoniemen
- GC 361
- IRAS 01319-2940
- MCG -5-4-44
- PGC 5849
- ESO 413-11
- VV 824
- AM 0132-294
- h 139
- h 2422
- H 1.281